# Arthur Duray
Arthur Duray, belgijski dirkač, * 9. februar 1882, Bruselj, Belgija, † 11. februar 1954, Belgija.
Arthur Duray se je rodil 9. februarja 1882 v okolici Bruslja. Najbolj znan je kot trikratni kopenski hitrostni rekorder. Prvič je rekord postavil 13. julija 1903 v belgijskem mestu Ostend, ko je kot prvi presegel hitrost 130 km/h, rekord je znašal 134,32 km/h. 5. novembra istega leta je v mestu Dourdan svoj rekord izboljšal na 136,36 km/h. Januarja prihodnjega leta 1904 je nov rekord postavil Henry Ford, Arthur Duray pa je rekord 31. marca v mestu Nica premaknil na 142,85 km/h, še istega dne pa mu je rekord v enakem dirkalniku prevzel Louis Rigolly z 152,53 km/h. Dirkati je začel leta 1904, ko je dosegel peto mesto na dirki Coppa Florio, naslednje leto pa je bil na dirki Coppa Florio drugi. Prvo in edino pomembnejšo zmago je dosegel v sezoni 1906, ko je zmagal na belgijski dirki po Ardenih. V isti sezoni je dosegel še tretje mesto na ameriški dirki Vanderbilt Cup. Po prvi svetovni vojni je večkrat nastopil na dirkah 24 ur Le Mansa in ostalih, toda večjega uspeha ni več dosegel. Umrl je leta 1954.